# Oyend de Condat
Saint Oyend, ou Eugend (Eugendus en latin), ou Oyand, ou Héand, né vers 450 près d'Izernore (Izarnodurum) non loin de Nantua et décédé vers 514 à Saint-Claude, est le quatrième abbé du monastère de Condat (aujourd'hui Saint-Claude dans le département français du Jura). Il est fêté le 1er janvier. 

## Histoire
Disciple des saints Romain et Lupicin, Oyend est éduqué au monastère de Condat dès l'âge de sept ans. Il y mène une vie austère, portant toujours la même tunique et le cilice et ne faisant qu'un repas par jour. Après son élection au titre d'abbé, il se fait connaître pour ses miracles, en particulier de pouvoir lire l'avenir.
Après le décès des pères fondateurs, le monastère passe sous la direction de l'abbé Minause qui prend Oyend comme coadjuteur avant que ce dernier ne soit élu lui-même abbé en 496. Cependant une partie des moines lui reprochent son austérité et sa discipline et quittent le monastère. Il régularise alors la vie communautaire selon la règle de Tarnate (regula tarnatensis) du nom originel de l'abbaye d'Agaune. Puis il fixe une règle portant son nom avec notamment l'usage de la psalmodie perpétuelle, et s'entoure d'érudits dont Viventiole. 
Après un incendie qui détruit entièrement le monastère, Oyend le fait entièrement reconstruire. L'édifice était composé jusqu'alors de petites cellules individuelles, l'abbé les remplace par des dortoirs spacieux et l'oratoire primitif laisse place à une église.
Le Catalogue des abbés de Saint-Oyend date sa mort en 510, donnée reprise par la plupart des textes postérieurs.  Toutefois, cette  date semble moins fiable que l'estimation proposée par François Martine dans la Vie des Pères du Jura en utilisant les données de la Vita Abbatum Acaunensium, et de la lettre 17 d'Avit de Vienne à Viventiole. Saint Oyend serait mort un premier janvier, mais plutôt entre 512 et 516 ,.  

## Culte

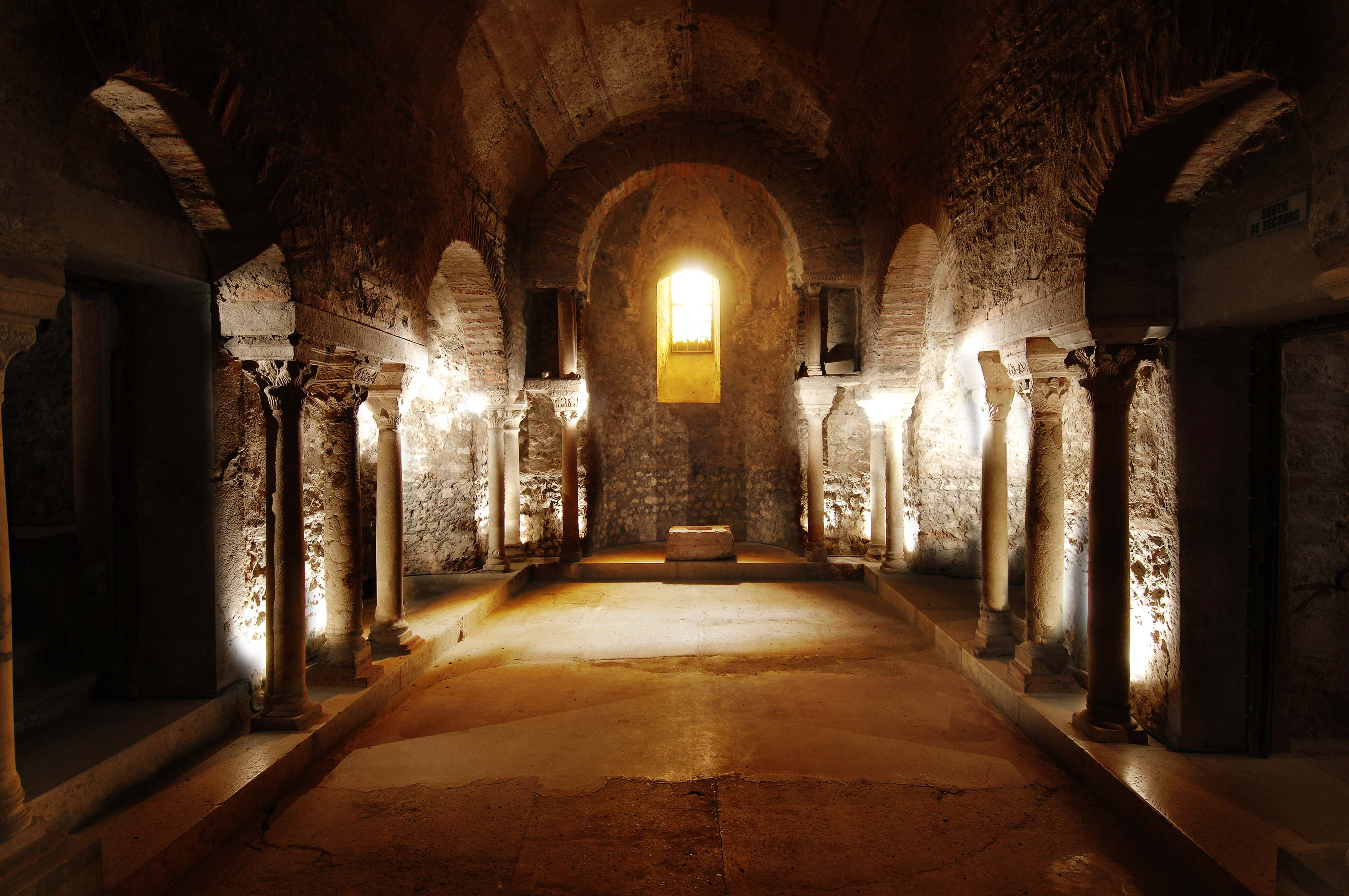
Crypte Saint Oyend à Grenoble.

Après sa mort, il est inhumé au monastère de Condat qu'il dirigea et auquel son nom fut donné jusqu'au XIIIe siècle (Saint-Oyend de Joux) avant de s'appeler Saint-Claude. 
Son culte  se répandit à partir du VIIIe siècle. Plusieurs églises lui sont encore dédiées et l'on retrouve son nom dans celui de plusieurs communes : Saint-Oyen en Savoie (France), Saint-Yan en Saône et Loire (France), Saint-Oyen en Vallée d'Aoste (Italie) et Saint-Oyens dans le canton de Vaud (Suisse). Il apparaît aussi dans le nom d'un hameau de Montbellet (Saône-et-Loire) et dans celui de Saint-Héand (Loire). 
Le musée archéologique Grenoble Saint-Laurent renferme une crypte intacte du VIe siècle dédiée à saint Oyend.
Les prénoms Oyen et Oyenne (ou Oyende) ont été portés en France jusqu'au XVIIIe siècle mais sont ensuite devenus une curiosité.